# محمد الشريف السنوسي
محمد الشريف السنوسي (1846 درنة - 1896) أحد رموز الحركة السنوسية في ليبيا، وهو ابن مؤسسها محمد علي السنوسي، كان له دور قيادي في فترة تولي شقيقه محمد المهدي زعامة الحركة، ويعد ابنه أحمد الشريف السنوسي من القادة التاريخيين لحركة التحرر في ليبيا أثناء الاحتلال الإيطالي.